# Alexander Gordon (homme politique d'Irlande du Nord)
Alexander Robert Gisborne Gordon (28 juillet 1882 - 23 avril 1967) est membre du parti unioniste et sénateur au Parlement d'Irlande du Nord.

## Famille
Il est né dans le comté de Down le 28 juillet 1882, fils d'Ada Austen Eyre et d'Alexander Hamilton Miller Haven Gordon, de Florida Manor, Killinchy et Delamont, Killyleagh. Florida Manor, un domaine de la fin du XVIIe siècle, décrit par Sir Charles Brett comme une «maison plutôt mystérieuse», est venu aux Gordon par le mariage, en 1755, de Robert Gordon avec Alice Arbuckle, héritière des Crawford de Crawfordsburn. Les Gordon étaient jusqu'alors marchands de vins et spiritueux, et se lancent, avec David, comme banquiers dans la Gordon and Company, qui devient plus tard la Belfast Banking Company. David Gordon épouse ensuite une cousine de sa mère - Mary Crawford, de Crawfordsburn - en 1789.

## Carrière
Il fait ses études à la Rugby School et au Royal Military College de Sandhurst. Il est grièvement blessé alors qu'il sert dans le Royal Irish Regiment pendant la Première Guerre mondiale, mais reste dans l'armée jusqu'en 1942.
De 1929 à 1949, il est le député unioniste d'East Down à Stormont. Au cours de cette période, il est whip en chef du gouvernement. Il est également secrétaire parlementaire et financier du ministère des Finances à partir de 1937. Le 13 juin 1940, cependant, il démissionne de ce poste  car, comme il le dit, le gouvernement nord-irlandais est "tout à fait inapte à soutenir le peuple dans l'épreuve [le Belfast Blitz] que nous devons affronter". En 1950, il entre à la Chambre haute en tant que sénateur, de 1951 à 1961, il est Leader du Sénat d'Irlande du Nord et de 1961 à 1964, il est président de cette chambre. Il démissionne de ce poste en 1964.
Il est investi en tant que Chevalier Grand-Croix, le grade le plus élevé de l'Ordre de l'Empire britannique.
Gordon et sa femme n'ont pas d'enfants. À sa mort, en 1967, le domaine de Delamont passe en fiducie au petit-neveu de Gordon, Archibald Arundel Pugh (qui devient Gordon-Pugh en 1968).